# Aprasia parapulchella
Aprasia parapulchella är en ödleart som beskrevs av  Arnold Girard Kluge 1974. Aprasia parapulchella ingår i släktet Aprasia och familjen fenfotingar. Inga underarter finns listade i Catalogue of Life.
Arten förekommer i delstaten New South Wales i Australien. Honor lägger ägg.

## Bildgalleri

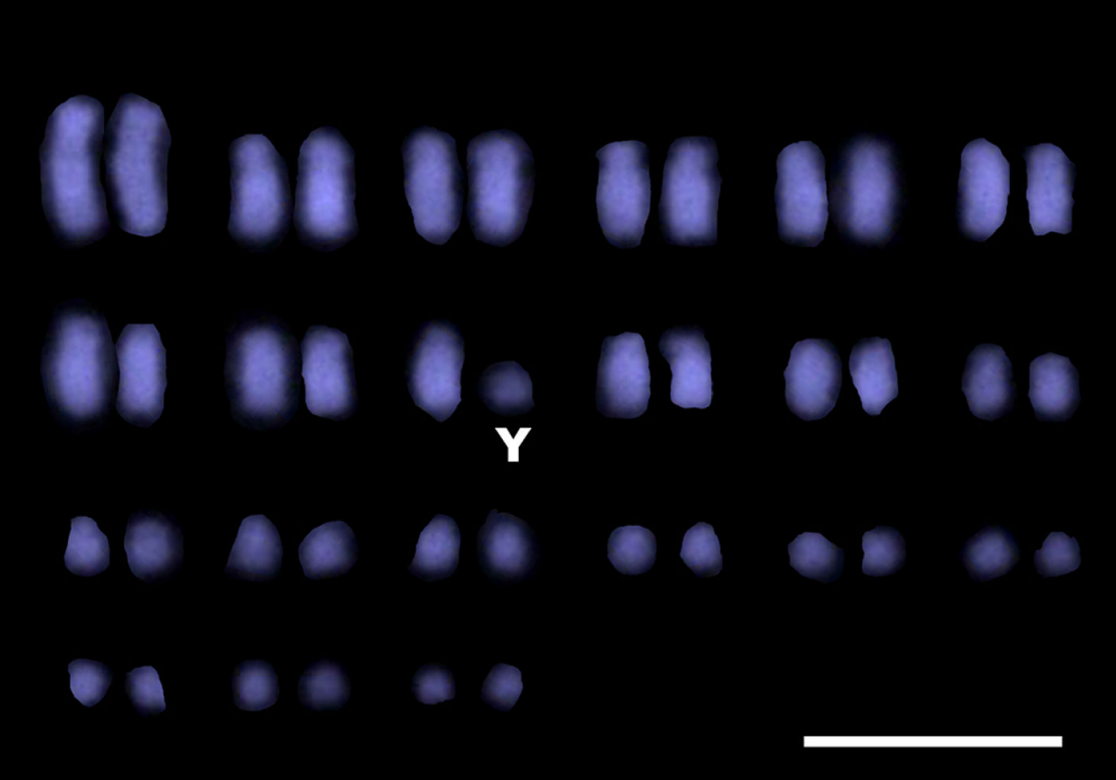
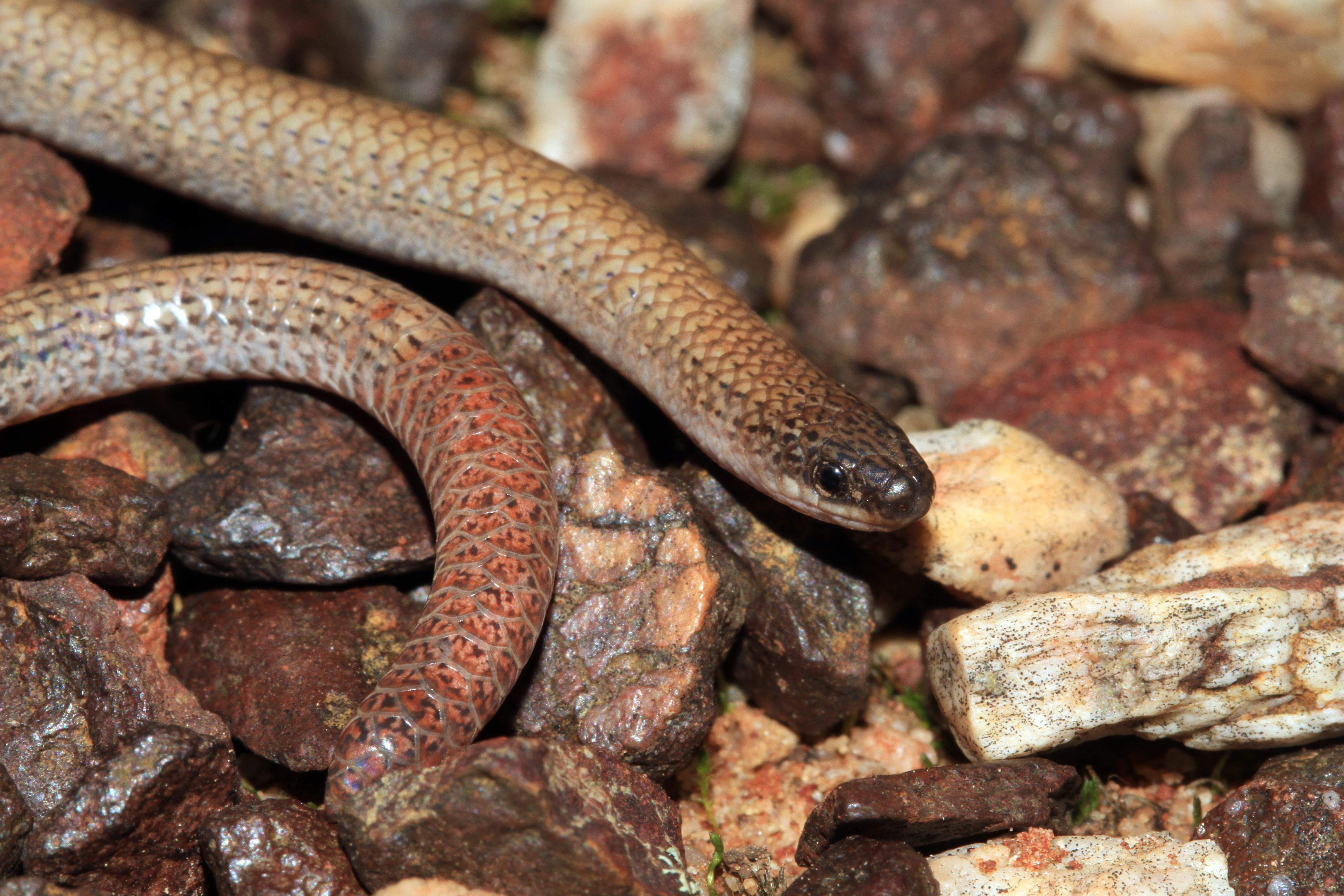
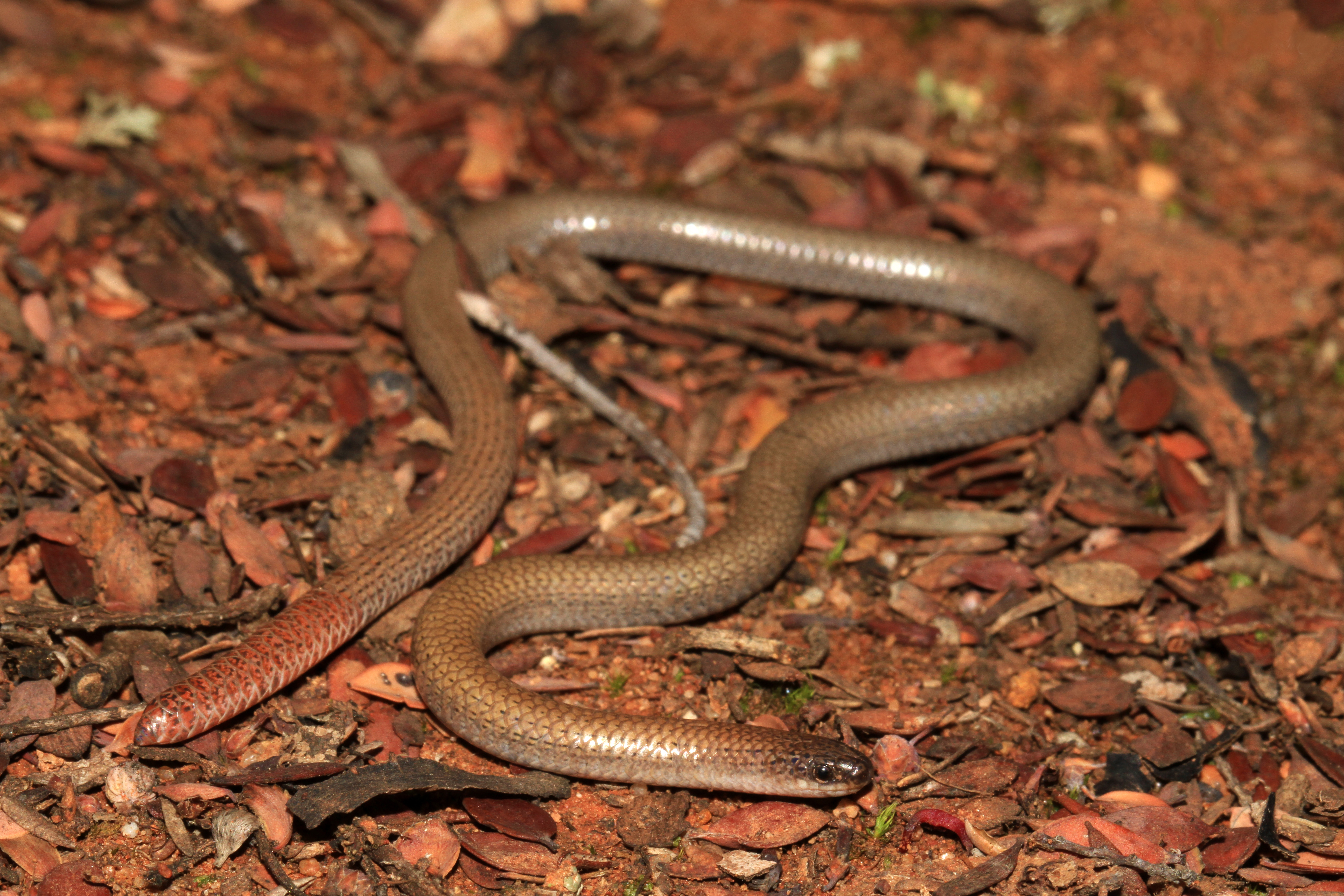